# 侶爾舞

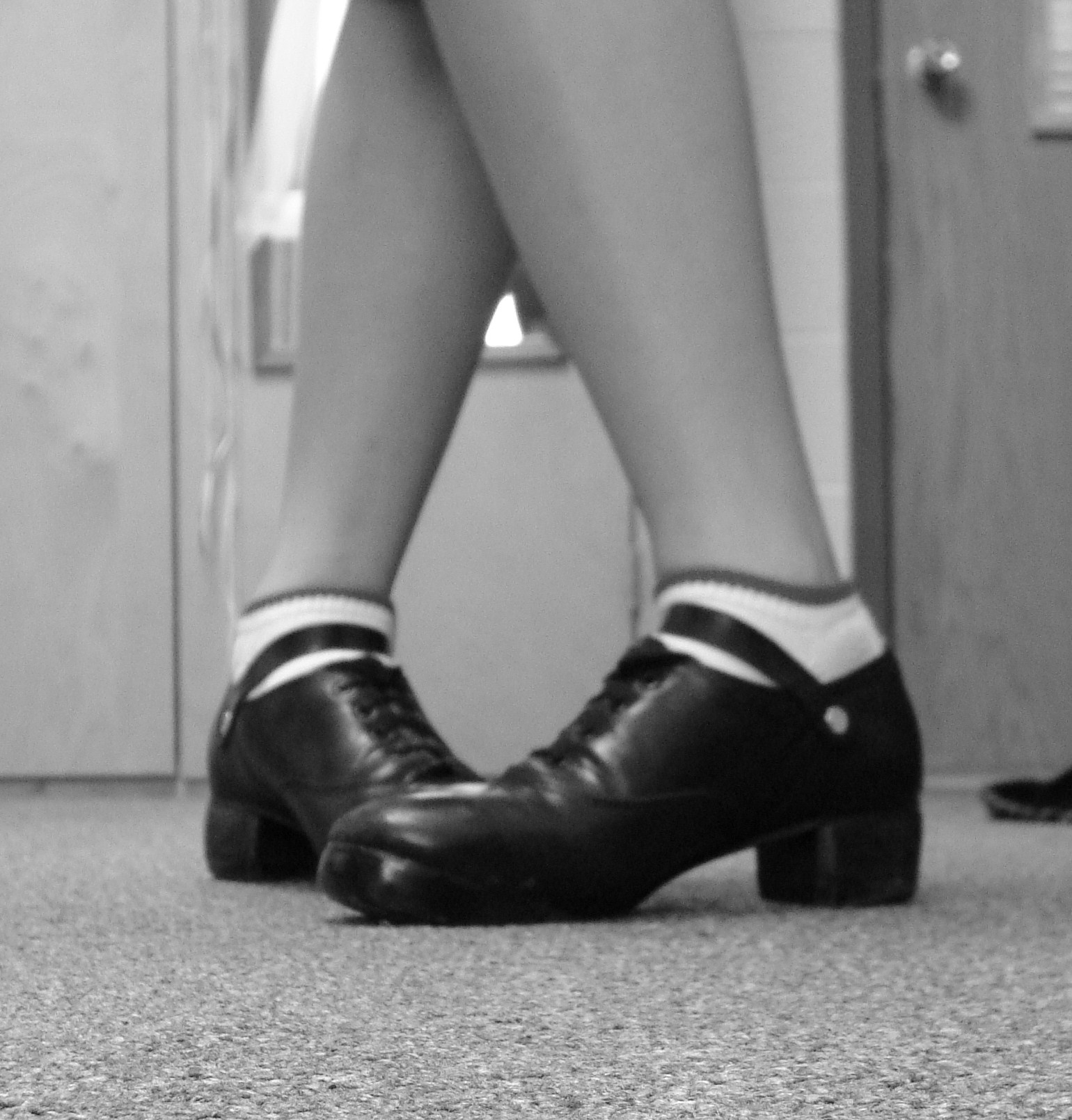
爱尔兰舞蹈-硬鞋

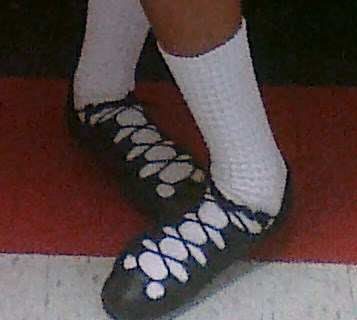
爱尔兰舞-软鞋

侶爾（英語：Reel）是民族舞蹈和音樂類型之一。源自於蘇格蘭和愛爾蘭。屬於快節奏的舞蹈，通常為4/4的拍子(偶而是2/4或2/2)。舞蹈上又可分為硬鞋和軟鞋。

## 歷史
侶爾起源於1750年代左右的蘇格蘭，而愛爾蘭舞蹈大師更將其更進一步發揚光大，創作了《Kelsey’s Wee Reel》和《Miss MacLeod’s Reel》。